# Petrorossia fulvipes
Petrorossia fulvipes är en tvåvingeart som först beskrevs av Friedrich Hermann Loew 1860.  Petrorossia fulvipes ingår i släktet Petrorossia och familjen svävflugor. Inga underarter finns listade i Catalogue of Life.